# Sofiero (öl)

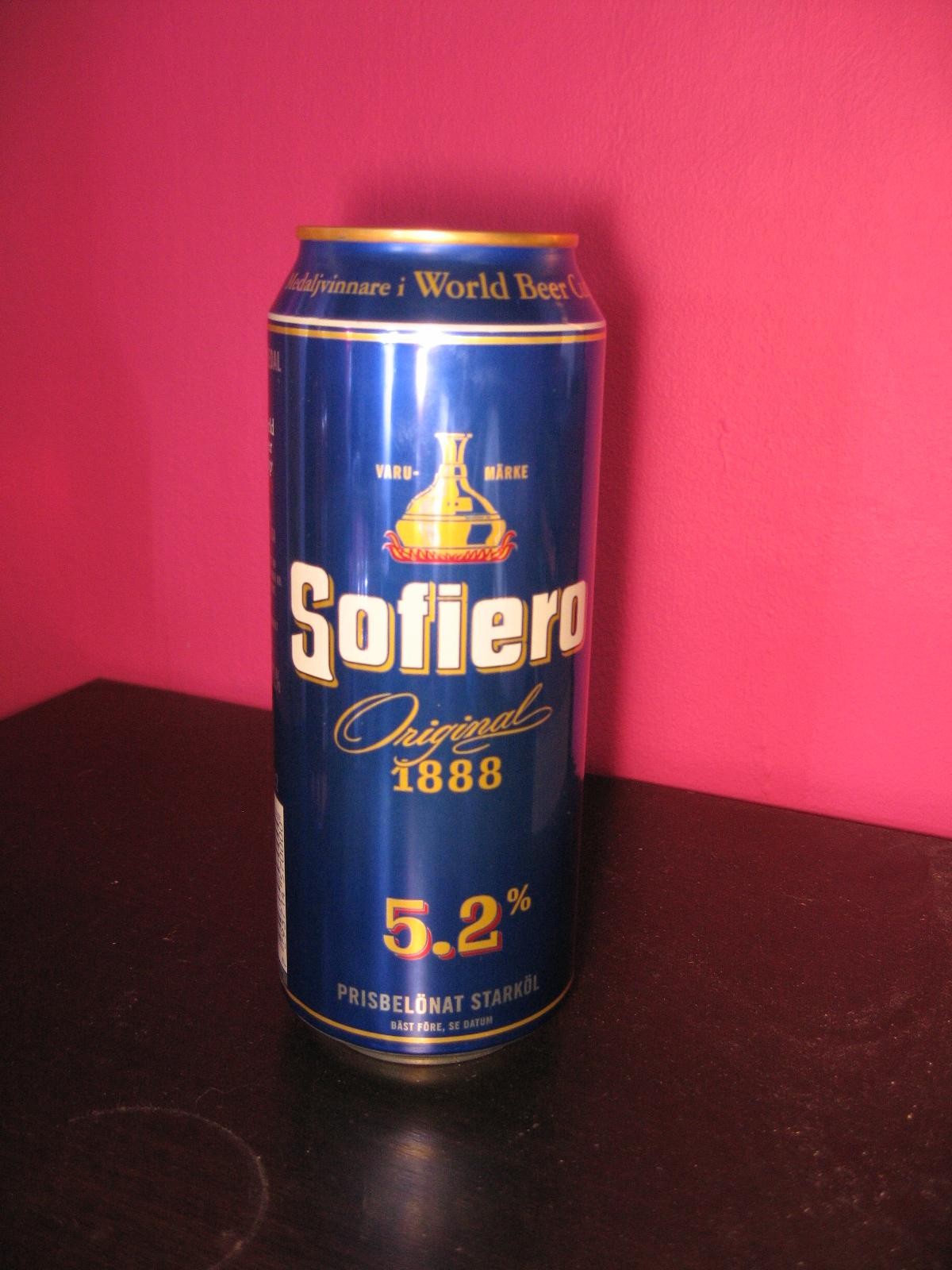
Sofiero 5,2%

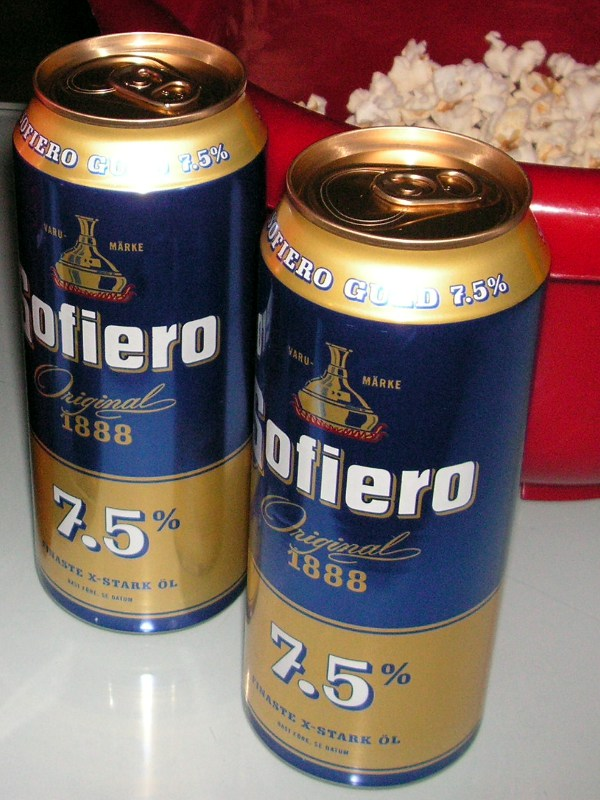
Sofiero Guld 7,5%

Sofiero är ett ljust öl från Kopparbergs Bryggeri, ursprungligen från Sofiero bryggeri i Laholm, men tillverkas nu i Kopparberg. Ölen säljs i alkoholstyrkorna 2,25% (lättöl), 2,8%, 3,5%, 4,6% (i Finland och Norge), 5,2%, 5,9% respektive 7,5% (Sofiero Guld). 
Sofiero 5,9% finns endast i en 33 cl exportburk, och går ej att köpa i Sverige. Ölet har en lätt, neutral smak med liten beska, ton av malt och citrus enligt Systembolaget.
Sofiero finns även som Julöl.
2004 vann Sofiero silvermedalj i World Beer Cup. 

## Försäljningssiffror
Sofiero 5,2% blev 2010 Sveriges största ölmärke på Systembolaget för åttonde året i rad. Sofiero lanserades på våren 2003, och har sedan sommaren 2003 legat etta på Systembolagets försäljningslista. Den 6 september 2004 hade Sofiero 7,5% premiär på Systembolaget.
Sofiero 5,2% är Sveriges största ölmärke genom tiderna, sedan den slagit det tidigare rekordet från 1986 då Pripps Blå såldes i 18,4 miljoner liter på Systembolaget. Under helåret 2004 såldes Sofiero 5,2% i 24,772,467 liter på Systembolaget, vilket är den högsta försäljningssiffran någonsin för en ölsort.
Tidigare år har Sofiero 5,2% sålts i följande antal liter på Systembolaget:
- 2010: 19,985,189
- 2009: 19,348,898[3]
- 2008: 17,026,515[4]
- 2007: 18,046,268[5]
- 2006: 21,670,335[6]
- 2005: 23,341,129[6]
- 2004: 24,772,467

Sofiero exporteras också bland annat till Finland och Norge (då med 4,6% alkohol), och till gränsaffärerna i Tyskland och Danmark.

## Varianter
Sofiero Dark Lager och Sofiero Ale finns med en alkoholhalt på 4,6%, dock endast i Finland.